# Tostig Godwinson
Tostig Godwinson (fallecido el 25 de septiembre de 1066), fue un conde anglosajón (Conde de Northumbria), hermano del último rey anglosajón de Inglaterra, Harold Godwinson.

## Comienzos
Tostig fue el tercer hijo de Godwin († 1053), conde de Wessex y Kent, y de Gytha, hija de Torkel Styrbjörnsson. 
Se casó en el año 1051 con Judit, hija de Balduino IV, Conde de Flandes. El Libro Domesday recopiló hasta veintiséis villas o municipios como posesiones de Tostig.

## Conde de Northumbria
En 1051, Tostig y su padre fueron desterrados de Inglaterra, a la cual volvieron en 1052. Tres años más tarde, Tostig se convertía en Conde de Northumbria tras la muerte de Siward. 
Tostig debió tener bastantes dificultades para gobernar en Northumbria. Nunca fue popular entre las clases dirigentes, una mezcla de invasores daneses y de supervivientes anglosajones de la última invasión noruega. Según parece, Tostig aplicó una política muy represiva contra sus adversarios, lo que incluyó el asesinato de varios miembros de familias nobles northumbrias.
Las razones que llevaron a esta falta de popularidad de Tostig fueron varias: ausencias prolongadas, falta de liderazgo o prejuicios locales. En el año 1063, el descontento aumentó debido a un aumento de impuestos, lo que propició su destitución.

## Destitución de Tostig
El 3 de octubre de 1063, una rebelión en Yorkshire ocupó la ciudad de York, matando a los seguidores de Tostig y declarando a este proscrito por sus acciones.
Los rebeldes fueron en busca de Morcar, el hermano más joven de Edwin, conde de Mercia, y marcharon hacia el sur con la intención de mostrar su caso al rey Eduardo. A la altura de Northampton se les unió Edwin y sus fuerzas. Más tarde, recibirían la visita de Harold, hermano de Tostig, que había sido enviado por el rey para dialogar con ellos. Este, por lo tanto, no unió su ejército al de los rebeldes. Tras haber hablado con estos, Harold, que por aquel entonces era la "mano derecha" del rey, se dio cuenta de que su hermano no podría retener el gobierno de Northumbria. 
Cuando Harold volvió a Oxford, estaba prevista una reunión del consejo real para decidir sobre la situación en el norte.

## Exilio y rebelión
Harold persuadió al rey para que aceptara las demandas de los rebeldes. Poco más tarde, Tostig era declarado proscrito, debido a su negativa a aceptar su deposición en el puesto de mando. La consecuencia fue el enfrentamiento y la enemistad de los dos hermanos, Tostig y Harold. 
En la reunión del consejo, Tostig había acusado públicamente a Harold de haber alentado la rebelión. Este se había mostrado entusiasmado con la idea de unir Inglaterra ante la amenaza de Guillermo de Normandía, quien había declarado su intención de tomar el trono inglés. Es muy probable que Harold quisiese apartar a su hermano del mando para asegurarse la paz y la lealtad del norte. Tostig, sin embargo, no estaba convencido y buscó la venganza.
Tostig decidió marchar con su familia y un grupo de nobles leales a buscar refugio donde su cuñado Balduino V en Flandes. Intentó, incluso, formar una alianza con Guillermo de Normandía. 
En Flandes se le proveyó con una flota y marchó hacia Inglaterra. Desembarcó en la isla de Wight en mayo de 1066, donde reunió dinero y provisiones. Tras esto, realizó una serie de asaltos a lo largo de toda la costa inglesa hasta Sandwich, pero fue obligado a retirarse cuando Harold, convertido en rey, envió tropas. Entonces se desplazó hacia el norte y, tras un inútil intento de hacer que su hermano Gyrth se uniese a él, asaltó Norfolk y Lincolnshire. Edwin y Morcar de Mercia le derrotaron definitivamente. Abandonado por sus hombres, huyó a la corte de Malcolm III de Escocia y pasó el verano allí.
Más tarde, contactó con el rey Harald III Hardrada de Noruega y le persuadió para invadir Inglaterra. Con la ayuda del rey noruego, Tostig derrotó a Edwin y Morcar en Fulford, que tuvo lugar el 20 de septiembre.

## Batalla de Stamford Bridge
Tras el acuerdo de Tostig y Hardrada, el ejército del rey noruego invadió York, tomando rehenes tras una rendición amistosa. Es muy probable que se pusiera de acuerdo con la población local para reunir los suministros requisados en Stamford Bridge, cerca de York. 
Dispuesto a presentar batalla, el rey Harold se dirigió hacia el norte con su ejército y sorprendió, el 25 de septiembre de 1066, a Tostig y a seis mil de sus hombres disfrutando del sol y esperando suministros. La mayoría de estos hombres, noruegos y mercenarios flamencos contratados por Tostig, no poseían armadura y llevaban únicamente sus armas personales. El resto del ejército invasor se encontraba vigilando los trescientos barcos noruegos, anclados lejos de allí, en Riccall. 
A un breve encuentro entre los dos reyes, en el que Harald se negó a rendirse y Tostig a abandonarlo, siguió una gran batalla. A pesar de su gran resistencia y del apoyo recibido a última hora del día por un grupo proveniente de Ricall, los noruegos sufrieron una completa y absoluta derrota. Hardrada y Tostig fallecieron en la batalla. Menos de veinte de los trescientos barcos noruegos lograron volver a sus costas.

## Consecuencias
Tras su muerte, se cree que el cuerpo de Tostig fue llevado a York y enterrado en su catedral. 
Sus dos hijos, Skuli y Ketil, se refugiaron en Noruega, mientras que su mujer Judit se casó con Güelfo de Baviera.

## Presencia en la literatura y el cine
Tostig aparece en varias novelas en idioma inglés: The Last English King (2000), por Julian Rathbone; Harold, The Last of the Saxons Kings, por Edward bulwer-Lytton; The King's Shadow, por Elizabeth Alder; The Interim King, por J. Coman MacMillan; Warriors of the Dragon Gold, por Ray Bryant; God's Concubine, por Sara Douglass; The Bastard king por Jean Plaidy. "El pudor de la historia" (1952) por Jorge Luis Borges
En la pantalla, Tostig fue retratado por el actor Frederick Jaeger en la serie para la BBC Conquest (1966).